# Władimir Rybakow
Władimir Rybakow (ros. Владимир Рыбаков, ur. 1947 w Paryżu) – rosyjski pisarz. 
Po polsku ukazały się dwie jego książki:
- Afgańcy (Афганцы)
- Imadło (Тиски)